# Evane Hanska
Pour les articles homonymes, voir Hanska.
Evane Hanska (née Évelyne Renée Pedrotti à Choisy-le-Roi le 4 avril 1944 et morte à Paris le 27 avril 2021) est une actrice et écrivaine française.

## Biographie
Le père d'Évelyne Renée Pedrotti, originaire d’Algérie, est carreleur. Sa mère, employée de bureau. Elle se marie en 1969 avec un cascadeur.
Elle enregistre un unique 45 tours produit par Marcel Mouloudji.
Spécialiste des rôles de filles délurées dans les années 1970, Evane Hanska est aussi une invitée régulière des Grosses Têtes.
Après sa carrière d'actrice, elle se consacre à la littérature, en écrivant une vingtaine de livres depuis Les Raouls en 1976 jusqu'à La java rebelle en 2003 en passant par Mes années Eustache, en 2001 — un livre sur Jean Eustache qui fait autorité —, ainsi que des romans, par exemple dans la collection « Le Poulpe » avec Le bal des dégoûtantes et Une hirondelle dans le beffroi en 1997.
L’Académie française lui décerne le prix Mottart en 1989 pour La Romance de la Goulue, une biographie romancée de La Goulue.

## Œuvres
- Les Raouls ou La vie comme au ciné, Éditions Olivier Orban, janvier 1976
- La mauvaise graine, Éditions Olivier Orban, janvier 1978  (ISBN 978-2855650593)
- J'arrête pas de t'aimer, Éditions Balland, 1981  (ISBN 978-2715803077)
- La Femme coupée en deux, Éditions Balland, janvier 1983  (ISBN 978-2715804289)
- L'imparfait du subjectif, Éditions Fleuve noir, janvier 1984
- Les amants foudroyés, Éditions Mazarine, 1984
- Le Manuel de la garce, Éditions Jean-Claude Lattès, janvier 1985, avec Jeanne Folly
- Fascination, Mercure de France, janvier 1986  (ISBN 978-2715213937)
- Barbe à papa, Mercure de France, 1987  (ISBN 978-2715214262)
- La Romance de la Goulue, Éditions Balland, 1989  (ISBN 978-2715807396)
- Que sont mes Raouls devenus ?, Éditions Balland, mars 1990  (ISBN 978-2715807877)
- J'accuse le Prince Charmant : ce blond minet en barboteuse, menteur, coureur de dots, imposteur, asexué, surgelé, Éditions de la Table ronde, avril 1991  (ISBN 978-2710304739)
- Erreur de jeunesse, Éditions de la Table ronde, août 1993  (ISBN 978-2710305729)
- Le bal des dégoûtantes, Éditions Baleine, 1997  (ISBN 978-2842190750)
- Une hirondelle dans le beffroi, Éditions Baleine, septembre 1997  (ISBN 978-2842190774)
- Le roman de ma vie, souvenirs, Éditions Flammarion, 1997, de Bernadette Lafont et Evane Hanska  (ISBN 978-2080673787)
- La raison du plus mort, Éditions Flammarion, 1999  (ISBN 978-2080675828)
- Le Crime du Père Lachaise, Éditions Albin Michel, janvier 2000  (ISBN 978-2226112125)
- Mes années Eustache, Éditions Flammarion, avril 2001  (ISBN 978-2080679208)
- La java rebelle, Éditions Flammarion, janvier 2003  (ISBN 978-2080682628)

## Filmographie

### Cinéma
- 1970 : Orloff et l'homme invisible ou La Vie amoureuse de l'homme invisible de Pierre Chevalier : La servante
- 1971 : La Maffia du plaisir ou Côte d'Azur interdite de Jean-Claude Roy
- 1972 : La Michetonneuse de Francis Leroi : La boulangère puis la prostituée
- 1975 : Les Galettes de Pont-Aven de Joël Séria : La serveuse
- 1975 : La Chaise vide de Pierre Jallaud : Agnès
- 1975 : Aloïse de Liliane de Kermadec
- 1976 : F… comme Fairbanks de Maurice Dugowson : Françoise
- 1977 : Juliette et l'air du temps de René Gilson
- 1981 : San-Antonio ne pense qu'à ça de Joël Séria

### Télévision
- 1976 : Comme du bon pain de Philippe Joulia : Nicole
- 1979 : France, tour, détour, deux enfants de Jean-Luc Godard et Anne-Marie Miéville : La cantinière